# Ormijana
Ormijana es un concejo del municipio de Ribera Alta, en la provincia de Álava, País Vasco (España).

## Historia
Hacia mediados del siglo XIX, el lugar, por entonces perteneciente al ayuntamiento de Subijana, tenía contabilizada una población de veintisiete habitantes. Aparece descrito en el duodécimo volumen del Diccionario geográfico-estadístico-histórico de España y sus posesiones de Ultramar de Pascual Madoz con las siguientes palabras:

ORMIJANA: v. del ayunt. de Subijana en la prov. de Álava (á Vitoria 3 1/2 leg.), part. jud. de Añana (1 1/2), aud. terr. de Búrgos (14), c. g. de las Provincias Vascongadas, y dióc. de Calahorra (20). sit. en una pendiente y suelo áspero. clima sano; la combaten los vientos N. y O., y no se conocen mas enfermedades que las estacionales. Tiene 15 casas, escuela para los 3 pueblos que forman el ayunt., igl. parr. dedicada á S. Pedro Apóstol servida por 2 beneficiados de racion entera, y para surtido de los hab. una fuente, inmediata al pueblo, de aguas comunes y saludables. El térm. confina N. Ullibarri de Cuartango; E. Murillas; S. Pobes y Arbigano, y O. Escota; y comprende dentro de su circunferencia 2 montes, el uno bien poblado de encinas, y el otro con pocos pinos. El terreno es de mediana calidad y bastante seco. caminos: la calzada que desde la cap. conduce á Cuartango, en regular estado. El correo se recibe de la cab. del part. por balijero. prod.: trigo, cebada, avena, alholbas, yeros, titos, habas, arvejas y garbanzos; cria de toda especie de ganados, especialmente caballar; caza de tordas, codornices, liebres, raposas y garduñas. pobl.: 10 vec., 27 alm. riqueza y contr.: con su ayunt. (V.).
(Madoz, 1849, pp. 366-367)

En la actualidad, pertenece al municipio de Ribera Alta. En 2022, tenía empadronados 36 habitantes.

## Demografía
| Gráfica de evolución demográfica de Ormijana entre 2000 y 2017 |
|                                                                |
| Población de derecho según los censos de población del INE.    |

## Patrimonio
Hay en el concejo una iglesia de San Pedro Apóstol.